# Élections législatives de 1981 en Savoie
Les élections législatives françaises de 1981 en Savoie se déroulent les 14 et 21 juin 1981. 
À l'issue du scrutin, les trois députés sortants sont réélus : Louis Besson (PS) et Michel Barnier (RPR) au premier tour, Jean-Pierre Cot (PS) au second.

## Élus
| Circonscription | Député sortant  | Parti | Parti | Député élu ou réélu | Parti | Parti |
| --------------- | --------------- | ----- | ----- | ------------------- | ----- | ----- |
| 1re             | Louis Besson    |       | PS    | Louis Besson        |       | PS    |
| 2e              | Michel Barnier  |       | RPR   | Michel Barnier      |       | RPR   |
| 3e              | Jean-Pierre Cot |       | PS    | Jean-Pierre Cot     |       | PS    |

## Positionnement des partis
La majorité sortante UDF-RPR se présente sous le sigle « Union pour la nouvelle majorité » tandis que les écologistes proches de Brice Lalonde, ex-candidat à la présidentielle, se réunissent sous la bannière « Aujourd'hui l'écologie ».

## Résultats

### Résultats à l'échelle du département
| Parti          | Parti                                      | Premier tour | Premier tour | Second tour | Second tour | Sièges |
| Parti          | Parti                                      | Voix         | %            | Voix        | %           | Sièges |
| -------------- | ------------------------------------------ | ------------ | ------------ | ----------- | ----------- | ------ |
|                | Parti socialiste                           | 63 215       | 43,28        | 31 729      | 60,24       | 2      |
|                | Parti communiste français                  | 15 592       | 10,67        |             |             | 0      |
|                | Majorité présidentielle                    | 78 807       | 53,95        | 31 729      | 60,24       | 2      |
|                |                                            |              |              |             |             |        |
|                | Rassemblement pour la République           | 39 650       | 27,14        | 20 943      | 39,76       | 1      |
|                | Union pour la démocratie française         | 21 537       | 14,74        |             |             | 0      |
|                | Divers droite                              | 1 196        | 0,82         | 0           |             |        |
|                | Union pour la nouvelle majorité            | 62 383       | 42,71        | 20 943      | 39,76       | 1      |
|                |                                            |              |              |             |             |        |
|                | Divers écologiste (Aujourd'hui l'écologie) | 4 557        | 3,12         |             |             | 0      |
|                | Lutte ouvrière                             | 325          | 0,22         | 0           |             |        |
|                |                                            |              |              |             |             |        |
| Inscrits       | Inscrits                                   | 215 411      | 100,00       | 73 182      | 100,00      | 3      |
| Abstentions    | Abstentions                                | 68 143       | 31,63        | 19 879      | 27,16       |        |
| Votants        | Votants                                    | 147 268      | 68,37        | 53 303      | 72,84       |        |
| Blancs et nuls | Blancs et nuls                             | 1 196        | 0,81         | 631         | 1,18        |        |
| Exprimés       | Exprimés                                   | 146 072      | 99,19        | 52 672      | 98,82       |        |

### Résultats par circonscription

#### Première circonscription (Chambéry - Aix-les-Bains)
|                | Louis Besson sortant réélu | PS             | 28 362 | 50,91  |  |  |  |
|                | Gratien Ferrari            | UDF (PR)       | 21 537 | 38,66  |  |  |  |
|                | Jean-Claude Benoit         | PCF            | 4 012  | 7,20   |  |  |  |
|                | Michel Roux                | MÉP            | 1 801  | 3,23   |  |  |  |
|                |                            |                |        |        |  |  |  |
| Inscrits       | Inscrits                   | Inscrits       | 81 654 | 100,00 |  |  |  |
| Abstentions    | Abstentions                | Abstentions    | 25 494 | 31,22  |  |  |  |
| Votants        | Votants                    | Votants        | 56 160 | 68,78  |  |  |  |
| Blancs et nuls | Blancs et nuls             | Blancs et nuls | 448    | 0,8    |  |  |  |
| Exprimés       | Exprimés                   | Exprimés       | 55 712 | 99,2   |  |  |  |

#### Deuxième circonscription (Albertville)
|                | Michel Barnier sortant réélu | RPR (UNM)      | 22 665 | 55,33  |  |  |  |
|                | Robert Collombier            | PS             | 11 081 | 27,05  |  |  |  |
|                | Marcel Rochaix               | PCF            | 6 110  | 14,92  |  |  |  |
|                | Paul Reynard                 | MÉP            | 1 106  | 2,70   |  |  |  |
|                |                              |                |        |        |  |  |  |
| Inscrits       | Inscrits                     | Inscrits       | 60 591 | 100,00 |  |  |  |
| Abstentions    | Abstentions                  | Abstentions    | 19 384 | 31,99  |  |  |  |
| Votants        | Votants                      | Votants        | 41 207 | 68,01  |  |  |  |
| Blancs et nuls | Blancs et nuls               | Blancs et nuls | 245    | 0,59   |  |  |  |
| Exprimés       | Exprimés                     | Exprimés       | 40 962 | 99,41  |  |  |  |

#### Troisième circonscription (Chambéry - Saint-Jean-de-Maurienne)
| Candidat       | Candidat                      | Parti             | Premier tour | Premier tour | Second tour | Second tour |  |
| Candidat       | Candidat                      | Parti             | Voix         | %            | Voix        | %           |  |
| -------------- | ----------------------------- | ----------------- | ------------ | ------------ | ----------- | ----------- |  |
|                | Jean-Pierre Cot sortant réélu | PS                | 23 772       | 48,12        | 31 729      | 60,24       |  |
|                | Jean Girard                   | RPR (UNM)         | 16 985       | 34,38        | 20 943      | 39,76       |  |
|                | Alain Bouvier                 | PCF               | 5 470        | 11,07        |             |             |  |
|                | Dominique Mille               | Divers écologiste | 1 650        | 3,34         |             |             |  |
|                | Gilbert Grelin                | Divers droite     | 1 196        | 2,42         |             |             |  |
|                | Jean Ratte                    | LO                | 325          | 0,66         |             |             |  |
|                |                               |                   |              |              |             |             |  |
| Inscrits       | Inscrits                      | Inscrits          | 73 171       | 100,00       | 73 182      | 100,00      |  |
| Abstentions    | Abstentions                   | Abstentions       | 23 267       | 31,8         | 19 879      | 27,16       |  |
| Votants        | Votants                       | Votants           | 49 904       | 68,2         | 53 303      | 72,84       |  |
| Blancs et nuls | Blancs et nuls                | Blancs et nuls    | 506          | 1,01         | 631         | 1,18        |  |
| Exprimés       | Exprimés                      | Exprimés          | 49 398       | 98,99        | 52 672      | 98,82       |  |